# Jassy Turkiestan
Jassy Turkiestan (kaz. Яссы Футбол Клубы) – kazachski klub piłkarski z siedzibą w Turkiestanie.

## Historia
Chronologia nazw:
- 1990–1992: Montażnik Turkiestan (kaz. Монтажник Түркістан)
- 1993–?: Jassy Turkiestan (kaz. Яссы Түркістан)
- ?–2003: Jassy-Rahat Turkiestan (kaz. Яссы-Рахат Түркістан)
- 2004: Jassy-Sajram (kaz. Яссы-Сайрам)
- 2005: Jassy Sajram (kaz. Яссы Сайрам)
- 2005: klub rozwiązano
- 2021: Jassy Turkiestan (kaz. Яссы Түркістан)

Klub został założony w 1990 jako Montażnik Turkiestan i debiutował we Wtoroj Niższej Lidze, strefie 8 Mistrzostw ZSRR, w której występował do 1991.
Po uzyskaniu przez Kazachstan niepodległości w 1992 debiutował w Wysszej Lidze. Już w następnym roku nazywał się Jassy Turkiestan. W 1994 zajął 15. miejsce i spadł do Birinszi Liga. W 2003 zajął 1. miejsce i awansował do Superligi. Na początku 2004 przeniósł się do Sajramu i zmienił nazwę na Jassy-Sajram. Powrót do Superligi był nieudany, klub zajął 15. spadł i spadł z powrotem do Birinszi liga. W 2005 po 8. kolejkach z przyczyn finansowych zrezygnował z dalszych rozgrywek i został rozformowany.
W 2021 klub został reaktywowany w Turkiestanie.

## Sukcesy
- Wtoraja Niższaja Liga ZSRR, strefa 8: 7. miejsce (1990)
- Puchar Kazachskiej SRR: zdobywca (1990)
- Priemjer-Liga: 15. miejsce (1994, 2004)
- Puchar Kazachstanu: 1/4 finału (1992, 1994)